# لوکاس روسر
لوکاس روسر (انگلیسی: Lucas Röser؛ زادهٔ ۲۸ دسامبر ۱۹۹۳) بازیکن فوتبال اهل آلمان است.
از باشگاه‌هایی که در آن بازی کرده‌است می‌توان به باشگاه فوتبال هوفنهایم اشاره کرد.